# 苗村さとみ
苗村 さとみ（なえむら さとみ）は、日本のイラストレーター・画家。東京都出身、女子美術大学卒業。

## 経歴・人物
東京都出身。女子美術大学付属高等学校を経て女子美術大学デザイン科卒業。
卒業後に、グラフィックデザイナー、DTPオペレーターとして一般企業に勤務したが、2007年に退社・独立してフリーのイラストレーターとして活動する。
2015年1月、2016年9月、2017年10月に東京吉祥寺のパルコブックセンターで「苗村さとみイラストレーション展」を開催した。
女子美術大学非常勤講師。主に和風ファンタジー、時代小説の表紙や挿絵を手がけている。 アクリル絵の具を使い色を重ねて水彩画風に描く手法で、細密なタッチのイラストを制作している。
プロフェッショナルイラストレーター集団「イラストレーターズ通信」会員。

## 作品リスト

### 小説表紙・イラスト・挿絵
- 『八咫烏』シリーズ（第一部、阿部智里・著）

1. 『烏に単は似合わない』文藝春秋、2012年 /文春文庫、2014年
2. 『烏は主を選ばない』文藝春秋、2013年 /文春文庫、2015年
3. 『黄金の烏』文藝春秋、2014年 /文春文庫、2016年
4. 『空棺の烏』文藝春秋、2015年 /文春文庫、2017年
5. 『玉依姫』文藝春秋、2016年 /文春文庫、2018年
6. 『弥栄の烏』文藝春秋、2017年 /文春文庫、2019年
7. 『八咫烏外伝 烏百花 蛍の章』文藝春秋、2018年

- 加藤元『キネマの華』講談社<講談社文庫>、2015年
- 天野行人『花天の力士 天下分け目の相撲合戦』朝日新聞出版、2017年
- 平谷美樹『雀と五位鷺推当帖』ハルキ文庫、2017年
- 波多野聖『花精の舞』KADOKAWA、2017年

- 『京の縁結び』シリーズ（三好昌子・著、宝島社文庫）

1. 『縁見屋の娘』2017年
2. 『縁見屋と運命の子』2018年

- 『逆島断雄』シリーズ（石田衣良・著、講談社文庫）

1. 『進駐官養成高校の決闘編1』2017年
2. 『進駐官養成高校の決闘編2』2017年
3. 『本土最終防衛決戦編1』2019年
4. 『本土最終防衛決戦編2』2019年

- 芳納珪『天ノ狗』光文社<光文社文庫>、2018年
- 平谷美樹『義経暗殺』双葉社<双葉文庫>、2018年

- 『大江戸算法純情伝』シリーズ（山根誠司・著、双葉文庫）

1. 『茜空』2018年
2. 『月蝕』2018年
3. 『塔頭』2018年

- 『絵草紙屋万葉堂』シリーズ（篠綾子・著、小学館<小学館文庫>）

1. 『鉢植えの梅』2018年
2. 『初春の雪』2018年
3. 『揚げ雲雀』2019年
4. 『堅香子の花』2019年

- 安萬純一『滅びの掟 密室忍法帖』南雲堂、2019年

- 『はなの味ごよみ』シリーズ（高田在子・著、角川文庫）

1. 『はなの味ごよみ』2018年
2. 『願かけ鍋』2018年
3. 『にぎり雛』2019年
4. 『夢見酒』2019年
5. 『七夕そうめん』2019年
6. 『心ちぎり』2020年
7. 『勇気ひとつ』2020年
8. 『涙の雪見汁』2021年

- 遠藤遼『平安謎解き歌ごよみ 在原業平とくちなしの女房』双葉社<双葉文庫>、2020年

- 『雲神様の箱』シリーズ（円堂豆子・著、角川文庫）

1. 『雲神様の箱』2020年[7]
2. 『雲神様の箱 名もなき王の進軍』2020年[8]
3. 『雲神様の箱 花の窟と双子の媛』2021年[9]

- 和田はつ子『花人始末 出会いはすみれ』幻冬舎<幻冬舎文庫>、2021年
- 未須本有生『天空の密室』南雲堂、2022年
- 未須本有生『オーバースペック』イカロス出版、2022年

### 雑誌挿絵
- 伊東潤「悪左府の女」『オール讀物』2015年12月号 - 2016年7月号（文藝春秋）
- 冲方丁「月と日の后」『歴史街道』2018年5月号 - 2021年6月号（PHP研究所）
- 未須本有生「オーバースペック」『J-Wings』2019年1月号 - 2021年2月号（イカロス出版）